# Jean Guyon (médecin militaire)
Pour les articles homonymes, voir Jean Guyon.
Jean Louis Geneviève Guyon, né le 5 avril 1794 à Albert (Somme) et mort le 24 août 1870  à Paris (1er arr.), est un médecin militaire français qui fit progresser la connaissance des maladies tropicales et du choléra par ses observations et publications dans des revues scientifiques.

## Biographie

### Enfance et formation
Jean Guyon est issu d'un milieu modeste, sa mère était servante au château de Boulan à Albert. Il passa son enfance à Ville-sur-Ancre, village dont sa mère était originaire. Il fut hébergé, ensuite, par son parrain, le docteur Payen, médecin à Albert. Ayant  remarqué les dispositions de son filleul, ce dernier l'incita à entamer des études au collège de Saint-Quentin (Aisne) d'abord, puis en 1810 à la faculté de médecine de Paris.

### Médecin militaire
En 1811, Jean Guyon s'engagea comme aide-chirurgien dans l'armée impériale. Ainsi commença sa carrière médicale. Il fut employé en Hollande puis envoyé en Martinique en 1815.

#### La non-contagion de la fièvre jaune
De 1815 à 1829, Jean Guyon observa en Martinique les épidémies de fièvre jaune. Pierre Lefort, médecin du roi à la Martinique, étant confronté à la fièvre jaune, observa la maladie et rédigea des notes. Persuadés de la non-contagion de la maladie de l'homme à l'homme, ses collègues et lui tentèrent une expérience dont Jean Guyon fut l'acteur principal. Pierre Lefort relata ainsi cette expérience : 

« Ce courageux médecin a pris le 28 juin 1822, dans la grande salle de l'Hôpital du Fort-Royal, en présence des médecins, chirurgiens, pharmaciens et autres employés de l'hôpital, la chemise d'un homme atteint de la fièvre jaune, toute imbibée de la sueur du malade, s'en est revêtu sur le champ, et a été ensuite inoculé aux deux bras par M. Cuppé, chirurgien entretenu de 1re classe de la Marine, avec la matière jaunâtre des vésicatoires en suppuration ; l'appareil et la chemise ont été gardés pendant 24 heures et levés en présence des témoins.
Le 30 juin au matin, M. Guyon but un petit verre d'environ deux onces de la matière noire vomie par le sieur Framerie d'Ambucq, commis de la marine, matière qu'il trouva d'une excessive amertume, et après s'être frictionné les deux bras avec cette même matière, il en a été inoculé par M. Cuppé. Le sieur Framerie étant mort le 1er juillet, M. Guyon a revêtu sa chemise toute imprégnée de matière noire encore chaude, et s'est aussitôt couché dans le lit du défunt. Il y est resté six heures et demie, y a sué et dormi en présence des témoins de cette expérience.
Le malade ayant servi à la première expérience ayant succombé le 2 juillet, l'ouverture de son corps a été faite par M. Guyon. L'estomac contenait une assez grande quantité de matière noire sanguinolente (liquide noir "vomito negro"), et sa membrane interne était rouge et enflammée. M. Guyon a de nouveau été inoculé aux deux bras avec cette matière, et les piqûres recouvertes par la surface altérée de morceaux pris dans les parois de l'estomac. L'appareil a été levé vingt-quatre heures après l'application.
Les parties inoculées étaient enflammées, douloureuses, et les glandes axillaires un peu tuméfiées ; ces accidens (écrit ainsi dans le texte) se sont dissipés au bout de trois jours, et la santé de M. Guyon n'en a pas été autrement affectée. »

Il prouva ainsi, par l'exemple, la validité de son hypothèse de départ.

#### L'étude du choléra et de maladies tropicales
De retour en France, Jean Guyon fut envoyé en Pologne en 1831 pour y étudier l'épidémie de choléra. Puis en 1833, il servit en Algérie où il continua ses observations scientifiques. En 1838, il devint chirurgien en chef de l'armée d'Afrique. Il conclut sa carrière avec le grade de médecin-inspecteur du service de santé à Alger. Il avait été élu membre correspondant de l'Académie des sciences le 25 février 1856.

## Hommage et distinctions
- Commandeur de la Légion d'honneur[4]
- A Albert (Somme), une rue porte son nom.

## Publications
Jean Guyon publia de nombreux mémoires dans des revues scientifiques dont notamment: Les Annales maritimes, La Gazette médicale de Paris, Les Comptes rendus des séances de l'Académie des Sciences, Le Journal des connaissances médico-légales…
- le 31 mai 1831 article de La Gazette médicale de Paris, Sur une larve des Antilles que j'ai rencontré chez l'homme, chez les animaux et dans une plante dicotylédone;
- 1832, Du choléra observé en Pologne[5];
- 1834, Des accidents produits dans les trois premières classes des animaux vertébrés et plus particulièrement chez l'homme, par la vipère fer de lance;
- 1851, Sur les propriétés délétères du fruit du redoul, arbuste de Kabylie;
- 1852, Voyage d'Alger aux Zibans ancienne Zebe en 1847;
- 1855, Histoire chronologique des épidémies du Nord de l'Afrique, depuis les temps les plus reculés jusqu'à nos jours;
- 1858, Un mot sur la fièvre jaune de Lisbonne en 1857, Paris, Au bureau de la Gazette médicale[6] ;
- 1861, Du Haschis (haschich), préparation en usage chez les Arabes de l'Algérie et du Levant in Gazette médicale de Paris, page 137-141[7];
- 1866, Des animaux disparus de la Martinique et de la Guadeloupe depuis notre établissement dans ces îles, comptes-rendus des séances de l'Académie des sciences, tome LXIII, séance du 8 octobre 1866[8].

## Pour approfondir